# Jasmin Salihović
Jasmin Salihović, född 18 februari 1980, är en friidrottare från Bosnien och Hercegovina. Han deltog vid olympiska sommarspelen 2004.